# Energia oddziaływania
Energia oddziaływania – w fizyce skalarna wielkość opisująca stan układu, który stanowią co najmniej dwa oddziaływające ze sobą ciała i jest równa energii, jaka wynika z oddziaływania ciał układu.
Symbolem energii jest litera E, a jej jednostką jest [1J] (jeden dżul).

## Właściwości
Energia oddziaływania zazwyczaj zależy od położenia obiektów względem siebie i jest określana różnymi wzorami (w zależności od okoliczności).
Na przykład energia, której wartość jest określona wzorem,
{\displaystyle E={\frac {Q_{1}Q_{2}}{4\pi \epsilon _{0}r}}}
jest energią oddziaływania elektrostatycznego pomiędzy ciałami posiadającymi ładunki {\displaystyle Q_{1}} i {\displaystyle Q_{2}} odległymi od siebie o {\displaystyle r.}
Energia, której wartość jest określona wzorem
{\displaystyle E=-{\frac {GMm}{r}}}
jest energią oddziaływania grawitacyjnego pomiędzy ciałami o masach {\displaystyle M} i {\displaystyle m} i odległymi od siebie też o {\displaystyle r.}
Energia oddziaływania jest częścią całkowitej energii opisującą oddziaływanie co najmniej dwóch ciał. Jeżeli układ składa się z więcej niż dwóch ciał to energia oddziaływania takiego układu jest sumą energii oddziaływania wszystkich par jakie można utworzyć z oddziaływających ze sobą ciał.
Zazwyczaj przyjmuje się, że energia ciał nieskończenie odległych od siebie jest równa zero.
Gdy ciała nie oddziaływają ze sobą, to przyjmuje się, że energia oddziaływania ma wartość równą zero. W praktyce oznacza to, że elementy układu są tak daleko od siebie, że oddziaływanie między nimi jest do pominięcia.
Jeżeli energia oddziaływania jest ujemna, to przejście układu od zerowego poziomu energii do obecnego wyzwala energię, co jest równoważne przewadze przyciągania nad odpychaniem ciał.
Jeżeli energia oddziaływania jest dodatnia, to przejście układu od zerowego poziomu energii do obecnego wymaga dostarczenia energii, co jest równoważne przewadze odpychania nad przyciąganiem ciał.